# Любанский район (Ленинградская область)
Любанский район — административно-территориальная единица в составе Ленинградской области РСФСР с центром в городе Любань, существовавшая в 1927—1930 годах.
Любанский район в составе Ленинградского округа Ленинградской области был образован в августе 1927 года из 15 сельсоветов Любанской волости и 4 с/с Апраксинской волости Новгородского уезда Новгородской губернии.
Всего было образовано 19 с/с: Андриановский, Апраксинский, Бабинский, Добросельский, Дубовский, Замостьевский, Коркинский, Кородыня-Малиновский, Кривинский, Любанский, Новый, Пельгорский, Рябовский, Трубнико-Борский, Ушакинский, Хоченский, Червино-Лукский, Чудско-Борский, Федосьинский.
В ноябре 1928 года были упразднены Дубовский, Коркинский, Кородыня-Малиновский и Новый с/с.
19 августа 1930 года Любанский район был упразднён, а его территория включена в Тосненский район.